# Aéroport de Méchria - Cheikh Bouamama
L'aéroport de Mecheria - Cheikh Bouamama (code IATA : MZW • code OACI : DAAY) est un aéroport algérien à vocation nationale, situé sur la commune de Mecheria à 1 km au sud-est de la ville et à 30 km environ au nord de Naâma.

## Présentation
L’aéroport de Mecheria est un aéroport civil desservant la ville de Naâma et sa région (wilaya de Naâma).
L’aéroport est géré par l'EGSA d'Oran.

## Histoire
Depuis le 21 octobre 2021, un vol hebdomadaire d'Air Algérie relie Naâma à Alger chaque dimanche en 90 minutes au lieu de 8 à 9 heures par voiture.

## Infrastructures liées

### Pistes
L’aéroport dispose de deux pistes en béton bitumineux, la première d'une longueur de 3 060 m et la seconde longueur de 2 800 m.

## Compagnies et destinations
| Compagnies       | Destinations                                                      |
| ---------------- | ----------------------------------------------------------------- |
| Air Algérie      | Alger-Houari-Boumédiène, El Bayadh, Oran-Ahmed-Ben-Bella, Tindouf |
| Tassili Airlines | Alger-Houari-Boumédiène                                           |

Actualisé le 31/07/2023